# Орлов Борис Миколайович
Борис Миколайович Орлов (1935—2012) — радянський і російський біолог. Доктор біологічних наук, професор. Заслужений діяч науки РФ. Лауреат премії Уряду РФ (2001). Почесний працівник вищої освіти Росії. Зробив вагомий внесок у розвиток апітерапії.
Закінчив з відзнакою біологічний факультет Нижегородського університету (1960). Учень М. М. Артемова. У 1972 році захистив докторську дисертацію.
У 1968-71 рр. декан біологічного факультету альма-матер, а у 1974-89 рр. завідувач кафедри фізіології і біохімії людини і тварин, змінив на цій посаді професора М. М. Артемова.
У 1988—2012 роках завідувач кафедри фізіології і біохімії тварин Нижегородської державної сільськогосподарської академії.
Автор 400 опублікованих наукових робіт, в тому числі 20 монографій, підручників і навчальних посібників.